# 豊橋鉄道ED400形電気機関車
豊橋鉄道ED400形電気機関車（とよはしてつどうED400がたでんききかんしゃ）は、かつて豊橋鉄道渥美線で運用された直流用電気機関車。1両（401）が存在した。

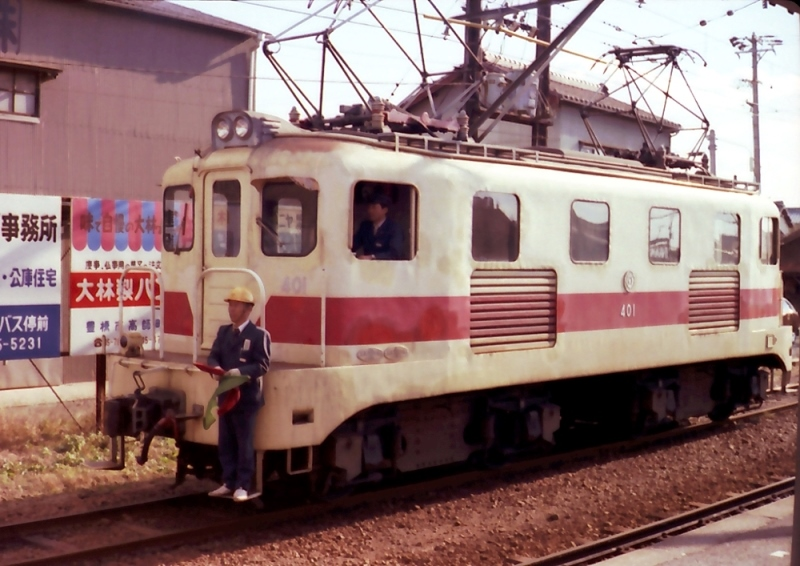
高師駅で入換作業中(S52年)

## 概要
1956年（昭和31年）に東洋工機で製造された電気機関車である。架線電圧600V専用の車両で、箱形、軸配置はB-B、出力は452kW。重量は40.0tの豊橋鉄道では大型の機関車であった。外観は同じ東洋工機・東洋電機製造が製造した電気機関車（三岐鉄道ED45形、相模鉄道ED10形）とよく似た車両であるが、デッキ部の造形が独特で、台枠が非常にぶ厚く見えるのが特徴だった。
1968年（昭和43年）にデキ400形（401）に改番。そのため、名鉄の影響でローマン書体を用いる同社の車両では例外的にゴシック体の切り張りナンバーで車番が標記された。1970年（昭和45年）に前照灯をシールドビーム2灯に変更されている。
貨物列車牽引の主力機として使用されていたが、1984年（昭和59年）2月の貨物営業廃止に伴い同年3月29日付で廃車となり、解体処分された。

## 主要諸元
- 全長：11,850mm
- 全幅：2,600mm
- 全高：3,930mm
- 運転整備重量：40.0t
- 電気方式：直流600V（架空電車線方式）
- 軸配置：B-B
- 台車形式：板台枠式
- 主電動機：MT40-B(113kW)×4基（600V）
  - 歯車比：18：71＝1：3.95
  - 1時間定格出力： 452kW（600V定格）
  - 1時間定格引張力：5,220kg
  - 1時間定格速度：
- 動力伝達方式：歯車1段減速、吊り掛け式
- 制御方式：抵抗制御、2段組合せ制御
- 制御装置：電動カム軸接触器式
- ブレーキ方式：空気ブレーキ、手ブレーキ